# Филипчје Брдо
Филипчје Брдо (словен. Filipčje Brdo) је мало насеље у општини Сежана која припада покрајини Приморска у статистичкој Обално-Крашкој регији.
Филипчје Брдо се налази на надморској висини 399,1 м површине 4,02 км². Приликом пописа становништва 2002. године насеље је имало 21 становника